# Дуц-Хутор
Дуц-Хутор (чечен. Дуцин-Кӏуотор) — хутор в Веденском районе Чеченской Республики. Входит в состав Сельментаузенского сельского поселения.

## География
Село расположено в междуречье рек Дуцуахк и Ваштар, в 40 км к юго-западу от районного центра Ведено.
Ближайшие населённые пункты: на северо-востоке — село Улус-Керт, на северо-востоке — сёла Сельментаузен, Махкеты, на западе — село Зоны.

## Население
| 1990 | 2002 | 2010 |
| ---- | ---- | ---- |
| 343  | ↘0   | ↗388 |